# Snæfellsnes
Snæfellsnes je protáhlý poloostrov na západě Islandu o rozloze 1468 km². Je ohraničen zálivy Faxaflói a Breiðafjörður a patří k regionu Vesturland. Nejvyšší horou je Snæfellsjökull, vysoký 1446 m. Na pobřeží se nacházejí rybářské vesnice Ólafsvík, Arnarstapi, Grundarfjörður a Stykkishólmur. Poloostrovem vede silnice Snæfellsnesvegur. Nedaleko vesnice Hellissandur se nachází vysílač dlouhých vln, vysoký 412 metrů, který je nejvyšší stavbou na Islandu.
Pro své přírodní bohatství je Snæfellsnes označován jako „Island v miniatuře“. Část území je národním parkem, kde žije liška polární, alkoun úzkozobý a racek tříprstý. Poloostrov získal certifikát EarthCheck za ekologicky udržitelný turismus.